# Agder
La contea di Agder (Agder fylke in norvegese) è una contea e distretto tradizionale della Norvegia. È situata nella zona meridionale del paese. Confina con le contee di Telemark e Rogaland. È stata istituita nel 2020, unendo le contee di Vest-Agder e Aust-Agder, in seguito a una decisione dello Storting avvenuta nel 2017. Il capoluogo è Kristiansand.
Questa contea, la più meridionale della Norvegia, è bagnata dal mare del Nord e dallo Skagerrak. Il suo rilievo, fatto di colline, è molto accidentato. La maggior parte dei centri abitati si trova lungo la costa. Il nord della contea è montagnoso e poco popolato, mentre le praterie del centro sono impiegate per l'allevamento del bestiame. I centri abitati maggiori sono Kristiansand (circa 76 000 abitanti) e Arendal (circa 39 000) abitanti.

## Etimologia
Proprio come la lingua norvegese deriva dall'antico norreno, "Agder" deriva dal norreno "Agðir", il cui significato è però ignoto.
All'inizio dell'era vichinga, prima del re Harald I, Agðir era un piccolo regno abitato da un popolo che prese il suo nome, gli Egðir. Nell'antico norreno tuttavia non vi sono parole simili, il che significa che il nome risale ad un periodo ancora più antico. Si ritiene che gli Egðir siano etimologicamente lo stesso popolo degli Augandzi menzionati nella Getica di Giordane, che scrisse della Scandza (Scandinavia) nel VI secolo. Se lo Scandza di Giordane è una forma palatalizzata di Scandia, è probabile che Augandzi sia una forma palatizzata di Augandii, ossia "residenti di Augandia".
Un nome di quel periodo dovrebbe essere più vicino al proto-germanico; in effetti, una parola di quel periodo si presenta e si adatta alla tradizione geografica dei tempi: agwjō (che significa "isola"), che Giordane e tutti i suoi predecessori che scrivevano della Scandinavia credevano che fosse. Una semplice metatesi produce una forma forse tardiva, augjo-; tuttavia, questa derivazione è speculativa. Non ci sono altre prove su Auganza e anche la sua connessione con Egder è ipotetica.

## Stemma
Lo stemma è molto simile a quello dell'ex contea di Vest-Agder, dal quale differisce principalmente per i colori scelti: è infatti raffigurata una quercia rosa (anziché gialla) su sfondo rosso (anziché verde), a simboleggiare la ricca natura della zona.

## Geografia

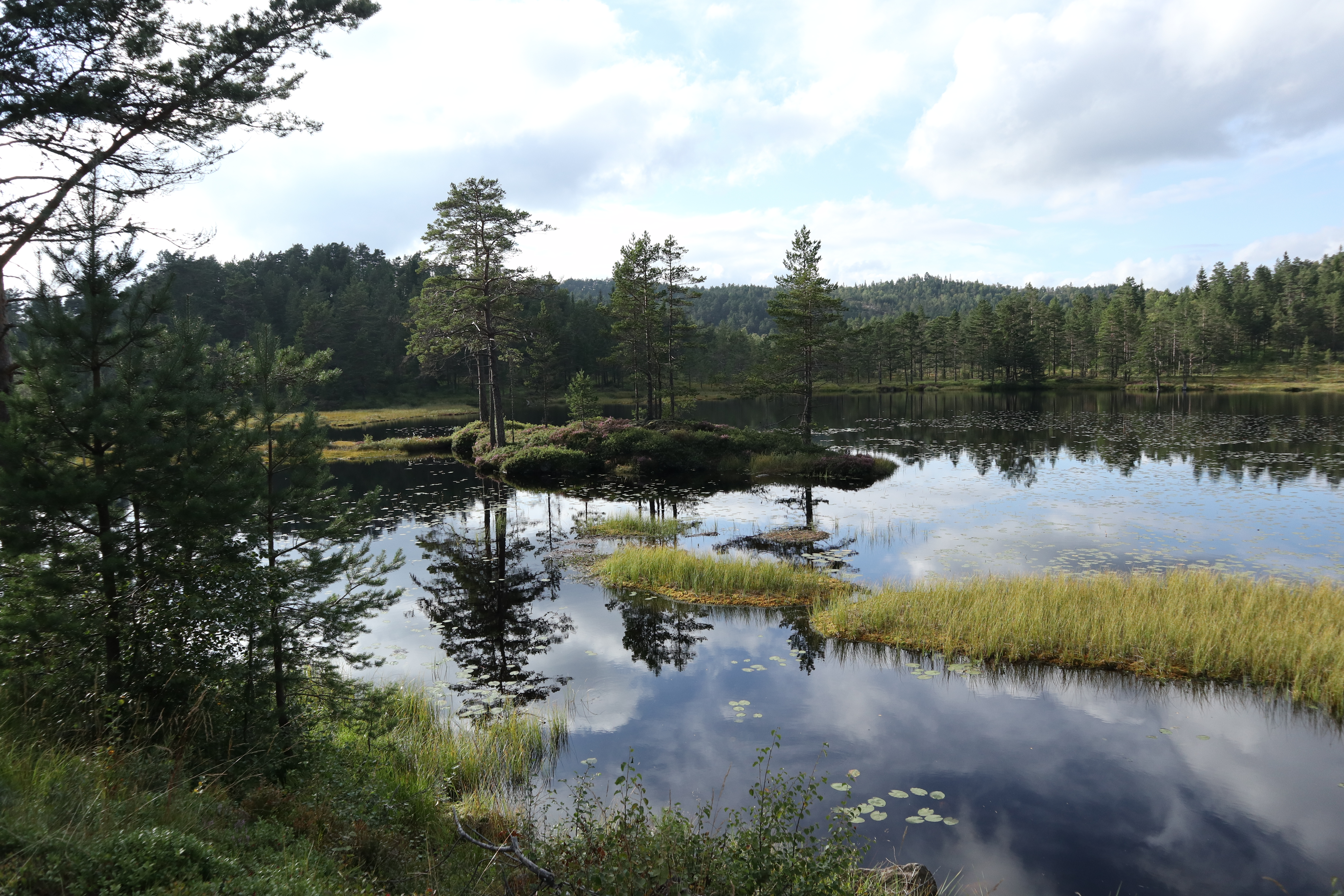
Un tipico paesaggio di Agder.

Agder confina ad est con la contea del Telemark e ad ovest con quella del Rogaland. Si affaccia sullo Skagerrak. È l'ottava contea norvegese sia per area che per popolazione. Agder ha un terreno molto vario. Le aree adatte all'agricoltura si trovano principalmente lungo la costa e nelle valli, ma sono presenti anche terreni collinari con piccole aree coltivabili. Un clima mite ha creato aree con querce e altri alberi decidui che amano il calore intorno ai fiordi e nei depositi morenici lungo la costa ed ha anche consentito il giardinaggio con verdure e bacche, specialmente nelle aree intorno a Grimstad. La contea è caratterizzato da suoli acidi, con molti boschi di conifere dominate da pini e ginepri, ed in molti luoghi le foreste arrivano fino al mare. I terreni agricoli fertili e calcarei sono rari. Lungo la costa di Agder c'è una zona toccata dalla Corrente del Golfo prima che venga deviata, mescolandosi con correnti da est per andare a sud verso la Danimarca. Ciò fornisce una temperatura mitigata del mare che consente alla contea di avere il clima più caldo e soleggiato del Paese.
Il punto più alto della contea è il monte Sæbyggjenuten (1507 metri) al confine con il Telemark. Il lago più grande è il Blåsjø (80,53 km², poco meno del lago di Zurigo). Il fiume più lungo della contea di Agder è l'Otra (246 chilometri, all'incirca come il Ticino). Altri grandi fiumi sono Tovdals, Mandals, Audna, Lygna, Nidelva, Kvina, Fedaelva e Sira.

## Storia
I principali re leggendari di Agder sono Haraldr inn egðski, Vikar, Kissa e Bjæring,
In ambito storico, invece, si può tracciare una lista dei re di Agder dal 790 al 987 circa:
- Harald Granraude, 7?? - 815, padre di Åsa;
- Åsa Haraldsdottir, tra l'815 e l'834-838, madre di Halfdan il Nero;
- Halfdan il Nero, padre di Harald Bellachioma, dall'838;
- Kjǫtvi il Ricco (o Kjǫtvi il Benestante), fine del IX secolo;
- Harald Grenske, padre di Olaf il Santo, 976–987.

La prima menzione certa di Agðir è un accenno nel frammentario poema della seconda metà IX secolo, il Háleygjatal, composto da Eyvindr skáldaspillir, scaldo al servizio del re Haakon il Buono.
Gli eventi più antichi relativi ad Agðir sono però descritti nella Ynglinga saga, parte del Heimskringla, redatta attorno al 1230 d.C.. Essa riporta che quattro secoli prima (a inizio IX secolo d.C.), Agðir era un piccolo regno indipendente finché re Harald Granraude (il "Barbarossa") si rifiutò di dare in sposa sua figlia Åsa a Guðröðr il Cacciatore, re di Romerike e di Vestfold il quale, infuriatosi, mosse battaglia.
Harald Granraude rimase ucciso assieme suo figlio Gyrd e Åsa dovette sposare Guðröðr il Cacciatore.
La saga di Gautrekr, della fine del XIII secolo, menziona ulteriori re di Adger precedenti a re Harald Granraude, ma in un contesto mitologico-fantastico di scarsa attendibilità.
La Ynglinga saga riprende e dettaglia gli eventi ricordati nel più antico Ynglingatal, il quale però non nomina il regno ove si svolsero. Guðröðr e Åsa ebbero un figlio, Halfdan il Nero, il quale espanse i domini della casata conquistando anche i regni di Sogn e di Vingulmark.
Non è noto se il regno di Adger fu trasmesso in eredità al figlio Harald Bellachioma, ma la Ynglinga saga riporta che quest'ultimo lo riconquistò sconfiggendo re Kjǫtvi il Benestante durante la battaglia di Hafrsfjord nel 872, sicché Adger confluì nell'appena costituito regno di Norvegia.
Il regno di Agder riacquistò l'indipendenza con la spartizione dei possedimenti di re Harald Bellachioma tra i suoi numerosi figli (si suppone fino a 21 maschi) e iniziò un travagliato periodo di contese tra gli eredi per più di un secolo, fino alla definitiva riunificazione della Norvegia tra il 1015 e il 1016 ad opera di re Olaf il Santo, il quale finì anche il processo di cristianizzazione del regno iniziato con re Haakon il Buono.
Dopo la nuova unificazione, Adger divenne una contea nota anche come Egdafylki e successivamente Agdesiden. Il nome Agder non fu più usato dopo il 1662, quando l'area fu divisa in zone più piccole chiamate Nedenæs, Råbyggelaget, Lister e Mandal.
Nel XVI secolo, le navi mercantili olandesi iniziarono a visitare i porti della Norvegia meridionale per acquistare salmoni e altre merci. Poco dopo iniziò l'esportazione di legname, poiché la quercia della Norvegia meridionale era particolarmente adatta per la costruzione navale. Con lo sviluppo nel XVII secolo i Paesi Bassi iniziarono a soffrire di una grave carenza di manodopera e molte famiglie dell'Agder emigrarono nei Paesi Bassi, in particolare dalle zone costiere.
Nel diciannovesimo secolo iniziò l'emigrazione negli Stati Uniti. Una delle cause più importanti di questa emigrazione fu l'introduzione delle navi a vapore. Mentre Vest-Agder ed Aust-Agder avevano storicamente avuto posizioni molto forti nella produzione e riparazione di navi a vela, il passaggio al vapore ha comportato tempi molto difficili per questo settore. L'emigrazione negli Stati Uniti fu un mezzo per sfuggire all'elevata disoccupazione che ne seguì. Ancora attualmente l'Agder ha legami culturali con gli Stati Uniti, ed ogni anno vi si svolge un festival americano.
Il nome fu nuovamente utilizzato nel 1919 quando due contee grossomodo corrispondenti al vecchio regno furono denominate Aust-Agder (Agder est) e Vest-Agder (Agder ovest). Prima dell'ultima unificazione (2020) vi erano già significative cooperazioni e diverse istituzioni in comune (come l'università di Adger, la Diocesi di Agder e Telemark, la Corte di Appello di Adger, il distretto di polizia di Adger, eccetera).

## Luoghi d'interesse
A livello turistico, tra le attrattive della zona sono presenti centri caratteristici come Arendal, Grimstad, Lillesand, Risør (Risørflekken), la "città dei libri" Tvedestrand e Mandal, isole raggiungibili in traghetto come Sandøya e Lyngør e il parco nazionale Raet (comprendente 599 km quadri di mare e 8 di terra).
Il Faro di Lindesnes (il più antico della Norvegia, 1656) ed altri noti fari norvegesi nell'Agder sono talvolta adibiti ad alberghi.
Nella capitale Kristiansand sono presenti svariate attrattive, tra cui l'omonima cattedrale e il Kristiansand Zoo and Amusement Park.

## Società

### Lingue e dialetti
Nei comuni di Åseral, Hægebostad, Bykle, Valle, Bygland, Åmli la forma linguistica ufficiale è il norvegese nynorsk, mentre nei comuni di Grimstad, Arendal, Kristiansand, Lindesnes, Farsund, Flekkefjord, Tvedestrand, Lillesand e Lyngdal è il norvegese bokmål, in tutti gli altri lo è il norvegese neutrale.

### Religione
L'area è compresa nella diocesi di Agder e Telemark.

## Geografia antropica

### Suddivisioni storiche
La contea è storicamente divisa nei distretti di Lindesnes, del Lister, di Kristiansand, del Setesdal e di Østre Agder.

### Suddivisioni amministrative
La contea di Agder è suddivisa in 25 comuni (kommuner):
- Arendal
- Birkenes
- Bygland
- Bykle
- Evje og Hornnes
- Farsund
- Flekkefjord
- Froland
- Gjerstad
- Grimstad
- Hægebostad
- Iveland
- Kristiansand
- Kvinesdal
- Lillesand
- Lindesnes
- Lyngdal
- Risør
- Sirdal
- Tvedestrand
- Valle
- Vegårshei
- Vennesla
- Åmli
- Åseral

## Infrastrutture e trasporti
La contea è attraversata lungo la costa dalle strade europee E18 ed E39. L'autostrada 9 la attraversa da nord a sud, parte da Kristiansand e si unisce alla E134 a Haukeligrend, l'autostrada 41 entra nella contea dopo Treungen e raggiunge Kristiansand, mentre la strada di contea 42 attraversa la contea in direzione est-ovest.
A Kristiansand è presente un grande centro commerciale (670000 km quadrati), il Sørlandsparken.
È inoltre presente la linea ferroviaria Sørlandet, che attraversa la contea in direzione est-ovest e va da Drammen a Stavanger via Kristiansand.
Vi è una fitta rete di traghetti interna alla contea, e da Kristiansand partono anche traghetti per Hirtshals, in Danimarca.
Il principale aeroporto è quello di Kristiansand, con voli nazionali (solitamente operati da Widerøe) e internazionali (solitamente SAS), collegato da autobus con Lillesand, Grimstad e Arendal.

### Media
Nella contea sono pubblicati diversi giornali, come il Fædrelandsvennen e il Kristiansands Avis nella capitale, l'Agderposten ed Arendals Tidende ad Arendal, l'Aust-Agder Blad, il Frolendingen, il Lillesands-Posten, il Tvedestrandsposten e il Setesdølen nella zona dell'Aust-Agder, il Lindesnes a Mandal, il Lister nell'omonima regione, l'Avisen Agder nelFlekkefjord e il Søgne og Songdalen Bidstikkenelle nelle omonime località.
Inoltre, sono presenti radio Sør e TV Sør.

## Amministrazione
Arne Thomassen (Høyre) è il fylkesordfører e Bjørn Ropstad (KrF) è il fylkesvaraordfører. Il fylkesting (parlamento della contea) si compone di 49 rappresentanti.

## Sport
Nel football americano, i Kristiansand Gladiators, a Kristiansand, hanno vinto un campionato norvegese e una Coppa di Norvegia.
Nel calcio, l'Idrettskklubben Start di Kristiansand ha vinto 2 campionati norvegesi e milita in Eliteserien. Il Fotballklubben Jerv di Grimstad milita in 1. Divisjon.
Nella pallamano, l'ØIF Arendal di Arendal milita nella prima divisione del campionato di pallamano.